# HD 187961
HD 187961，又名BD+09 4295，SAO 105355、HR 7572，是一颗恒星，视星等为6.54，位于銀經49.23，銀緯-8.49，其B1900.0坐标为赤經19h 47m 29.5s，赤緯+10° -8.49′ 42″。